# Marek Schiller
Marek Schiller (ur. 1950, zm. 19 września 2009) – polski klarnecista, profesor sztuk muzycznych

## Życiorys
W 1994 r. uzyskał tytuł profesora sztuk muzycznych. Był pracownikiem naukowym w Katedrze Kameralistyki na Wydziale Instrumentalnym Akademii Muzycznej im. Stanisława Moniuszki w Gdańsku.

## Odznaczenia i wyróżnienia
- Nagroda Rektora Akademii Muzycznej w Gdańsku[2]
- Złoty Krzyż Zasługi[2]
- Srebrny Krzyż Zasługi[2]
- Nagroda Ministra Kultury i Dziedzictwa Narodowego[2]